# Xã Union, Quận St. Joseph, Indiana
Xã Union (tiếng Anh: Union Township) là một xã thuộc quận St. Joseph, tiểu bang Indiana, Hoa Kỳ. Năm 2010, dân số của xã này là 3.664 người.